# Leucocoprinus
Leucocoprinus és un gènere de fongs dins la família Agaricaceae. L'espècie més coneguda és el fong groc dels contenidors de les plantes (Leucocoprinus birnbaumii), que es troba distribuït a tot el món. L'espècie tipus és Leucocoprinus cepistipes. Aquest gènere té una distribució cosmopolita i conté unes 40 espècies.

## Algunes espècies
- Leucocoprinus badhamii
- Leucocoprinus biornatus
- Leucocoprinus birnbaumii
- Leucocoprinus brebissonii
- Leucocoprinus caldariorum
- Leucocoprinus cepistipes
- Leucocoprinus cretaceus
- Leucocoprinus cygneus
- Leucocoprinus discoideus
- Leucocoprinus flavescens
- Leucocoprinus fragilissimus
- Leucocoprinus holospilotus
- Leucocoprinus ianthinus
- Leucocoprinus medioflavus
- Leucocoprinus straminellus
- Leucocoprinus sulphurellus
- Leucocoprinus tenellus
- Leucocoprinus wynniae
- Leucocoprinus zeylanicus